# سونی ویژن-اس
سونی ویژن - اس (به انگلیسی: Sony Vision-S) یک خودرو تمام الکتریکی در مفهوم سدان است که توسط شرکت سونی تولید شده‌است. این خودرو که در نمایشگاه بین‌المللی سی‌ئی‌اس ۲۰۲۰، در ششم ژانویه برای نخستین بار رونمایی شد، با همکاری سازنده قطعات مگنا، , کونتیننتال آگ، و شاخه‌های آن: و بنتلر/ بوش طراحی شده‌است.